# Pius Walder

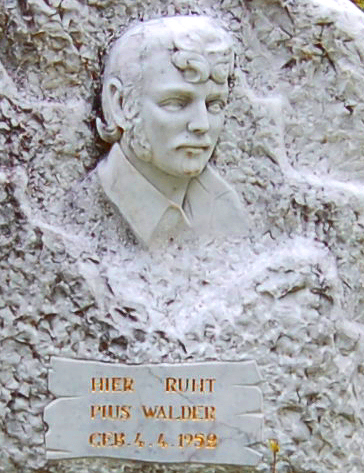
Darstellung von Pius Walder auf seinem Grabstein

Pius Walder (* 4. April 1952 im Villgratental; † 8. September 1982 in Kalkstein, Gemeinde Innervillgraten) war ein österreichischer Holzfäller und Wilderer. Sein gewaltsamer Tod führte zu Spaltungen und Konflikten in seiner Heimatgemeinde und inspirierte zu Büchern, Fernsehsendungen und soziologischen Betrachtungen.

## Lebensumstände und Tod
Pius Walder war das jüngste der zwölf Kinder von Josef Walder aus Innervillgraten und Anna Senfter aus Außervillgraten.
Walders Heimatgemeinde besteht aus weit verstreuten Höfen (Streusiedlung) und dem Kirchweiler Kalkstein auf 1640 m Seehöhe. Der Ort liegt im inneren Teil des vom Villgratenbach durchflossenen Villgratentals, das vom Pustertal abzweigt. Westliche und südliche Gemeindegrenze sind zugleich die Grenze zu Südtirol. Aufgrund seiner abgelegenen Lage ist das Tal erst seit 1956 ganzjährig erreichbar und gehört zu den wenigen noch nicht vom Massentourismus erschlossenen Siedlungsbereichen in Österreich.
Pius Walder war ledig und ohne Kinder und wie seine Brüder Holzfäller. Er wurde am 8. September 1982 vom Jäger Johann Schett beim Wildern in Kalkstein im Villgratental erschossen. Schett wurde daraufhin wegen Körperverletzung mit tödlichem Ausgang zu einer Freiheitsstrafe von drei Jahren verurteilt; nach eineinhalb Jahren wurde er vorzeitig entlassen.

## Todesumstände

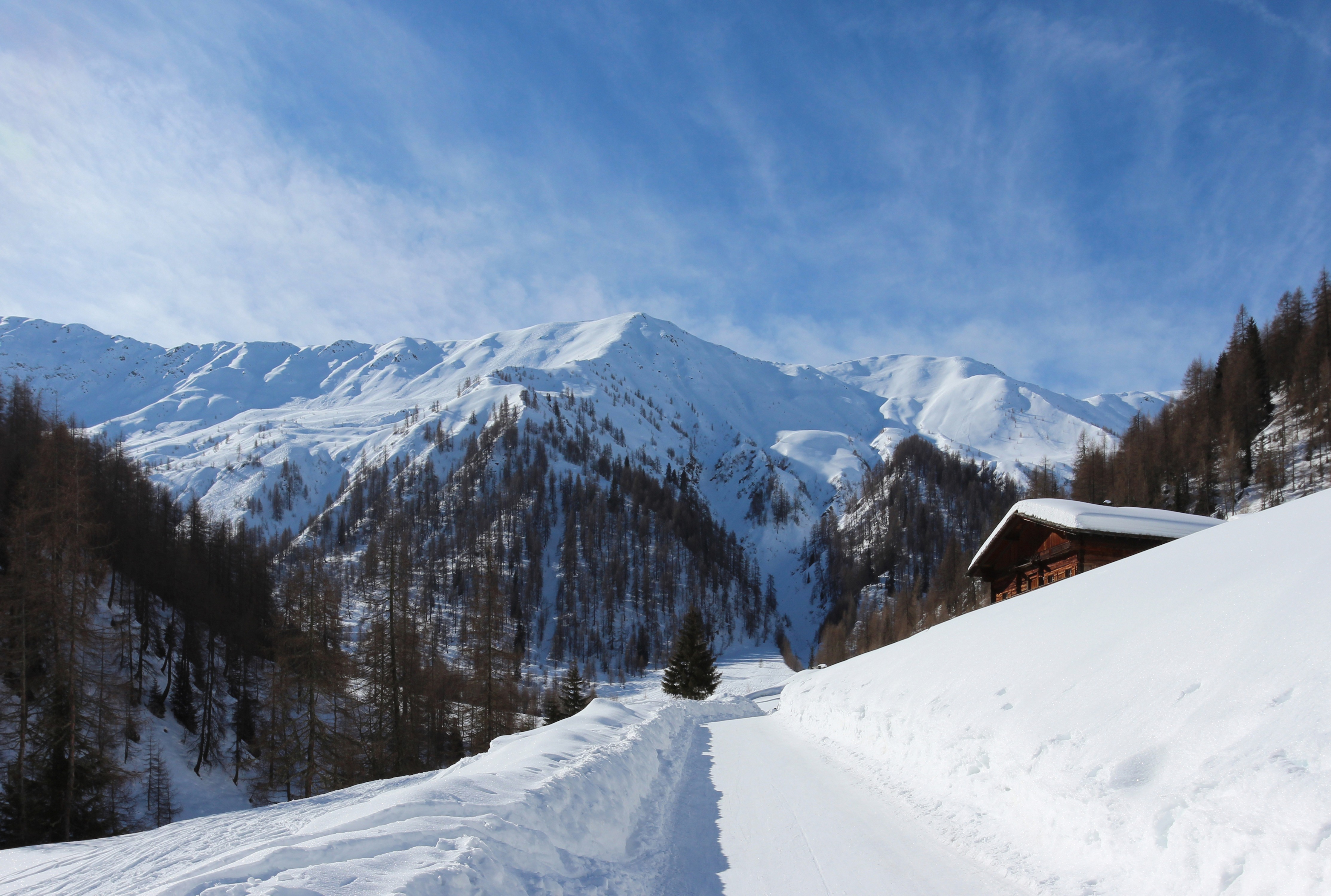
Kalkstein in der Nähe des Tatortes

Der Aufsichtsjäger Johann Bergmann hatte am 8. September angeblich Schüsse vernommen, vermutete einen Wilderer und kontaktierte seine Kollegen Schett und Schaller, die Nachschau halten sollten. Als Schett daraufhin einen Wilderer sah, machte er kehrt und holte Schaller. Beim gemeinsamen Stellen floh der Wilderer, der sich als Pius Walder herausstellte, und wurde auf etwa 100 Meter Entfernung von Schett tödlich in den Hinterkopf getroffen.
Aus der Waffe Pius Walders waren allerdings, wie sich später herausstellte, keine Schüsse abgegeben worden. Sein Bruder Hermann Walder glaubte deshalb, dass Bergmann aus der Ferne Pius Walder gesehen und trotz rußgeschwärztem Gesicht erkannt habe. Die Inschrift auf Pius Walders Grab – „Ich wurde am 8. September 1982 in Kalkstein von zwei Jägern aus der Nachbarschaft kaltblütig und gezielt beschossen und vom 8. Schuss tödlich in den Hinterkopf getroffen“ – sowie die Formulierung des Partezettels unterstellten jeweils eine bewusste Gewalttat. Dabei wurden die von Bergmann angeblich vernommenen Schüsse den Jägern zugeordnet, die Pius Walder so ins Kreuzfeuer genommen hätten. Beim Schriftsteller Winfried Werner Linde wird daher angenommen, die Jäger hätten Walder absichtlich erschossen.

## Folgen

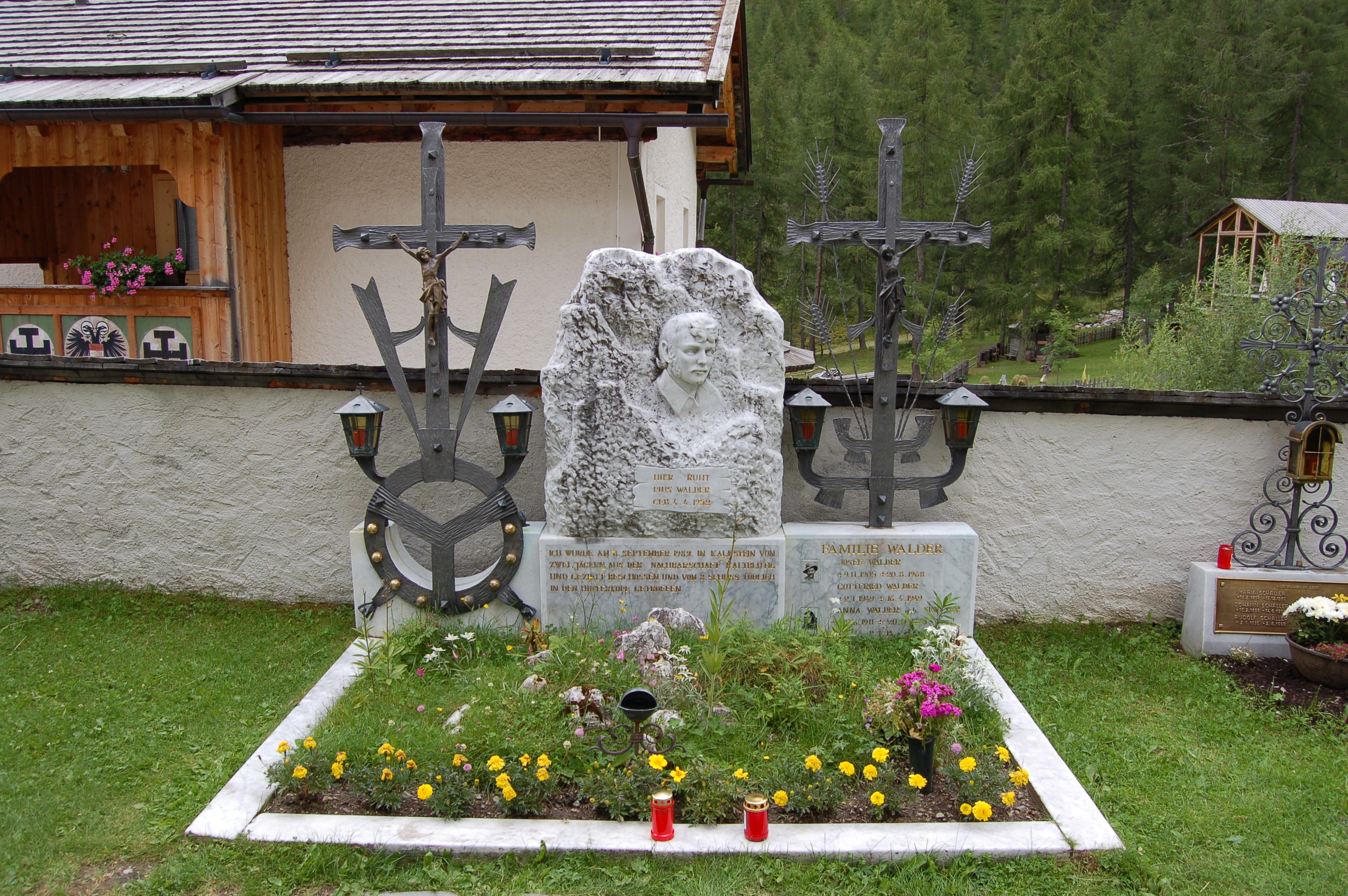
Familiengrab der Walder in Kalkstein, Pius’ Grabstein ist mittig zu finden

Als der damalige Pfarrer Alban Ortner bei der Beerdigung Walders den Partezettel am Kircheneingang entfernte, wurde er von dessen Bruder Hermann Walder geohrfeigt. Es kam in der Folge zu weiteren Demonstrationen und gewaltsamen Auseinandersetzungen. Am Begräbnis Pius Walders hatten noch mehr als 1000 Personen teilgenommen, danach gerieten die Hinterbliebenen zusehends ins Abseits. Die Schläge gegen den Pfarrer waren wohl ein Grund dafür, dass Hermann Walder in die Rolle eines starrköpfigen Rebellen hineinwuchs und immer weiter von der Dorfgemeinschaft abrückte.
Als kurz nach dem Begräbnis eines weiteren Familienmitglieds der Walders einen Monat später Hermann und Emil Walder zufällig auf Johann Bergmann trafen, kam es zu einer Schlägerei, bei der der Jäger so schwer verletzt wurde, dass er im Krankenhaus behandelt werden musste. Die Walder-Brüder wurden wegen Körperverletzung verurteilt und mussten hohe Geldstrafen zahlen.
In den Wochen nach der Tat änderte sich die Stimmung im Tal. Walders Brüder setzten sich gegen die Familie Schett ein, warfen dem zuständigen Richter Spielmann Unrechtsjustiz vor und hielten das Andenken ihres Bruders hoch. Ähnlich wie beim bayrischen Wilderer Georg Jennerwein wurden das Grab und die weiteren Schauplätze Touristenattraktionen. Selbst beim Begräbnis des Todesschützen im Jahre 2012 und damit 30 Jahre nach dem Vorfall kam es zu einem Zwischenfall mit Hermann Walder. Er störte die Trauerfeier massiv mit lautstarken Rufen. Hermann Walders unnachgiebiger Umgang mit dem Gedenken an seinen Bruder wurde mehrfach im österreichischen Fernsehen porträtiert.
Michael Gehler zufolge wurde 1985 ein Anschlag auf das Haus Emil Walders verübt. Es kam zu Tumulten bei Auftritten von Beteiligten in der Talkshow Club 2. Die Frauen der verfeindeten Familien hatten teilweise gewaltsame Auseinandersetzungen. Als die Brüder Broschüren mit dem Obduktionsfoto am Felbertauerntunnel verteilten, wurden sie wegen „fremdenverkehrschädigenden Verhaltens“ von Amts wegen verklagt.
Den Brüdern wurden teilweise sagenhafte Kraftleistungen und eine besondere Wildheit und Verbundenheit mit der Wildnis zugesprochen. Wie Pius hatten sie als Holzfäller zwar einen vergleichsweise geringen sozialen Status, aber mit dem Aufkommen der Motorisierung der Waldarbeit sehr gute wirtschaftliche Verdienstmöglichkeiten.
Die Brüder fanden weniger unter ihren Nachbarn als im städtischen intellektuellen Umfeld Sympathisanten.

## Rezeption
Der österreichische Schriftsteller Winfried Werner Linde verewigte den Wilderer und das Nachspiel seines Todes im mehrfach aufgelegten Buch Die Walder-Saga.
Der österreichische Schriftsteller Felix Mitterer schrieb in Anlehnung an die Geschichte um Pius Walder das Drehbuch für die Tatortfolge Elvis lebt!. Dabei wurde auf Pius Walders charakteristische Kotelettenfrisur und halbstarkes Auftreten angespielt. Die Vorlage wurde 2001 mit Roswitha Szyszkowitz, Hannes Spiss und Anton Pointecker verfilmt.
Roland Girtler beschäftigte sich aus soziologischer Sicht eingehend mit diesem Fall und kam zu dem Schluss, dass – anders als in früheren Zeiten – dem Wilderer und seinen Angehörigen vom dörflichen Umfeld nur geringe Sympathie entgegengebracht werden. Das Wildern, einst ein zusätzlicher Nahrungserwerb und Aufrührertum, sei zum reinen Abenteuer verkommen, die Jägerschaft sei deutlich höher angesehen. Das hinderte Girtler nicht, Walder in einem Wildererkochbuch ein Rezept zu widmen.